# Mercado de San Antón

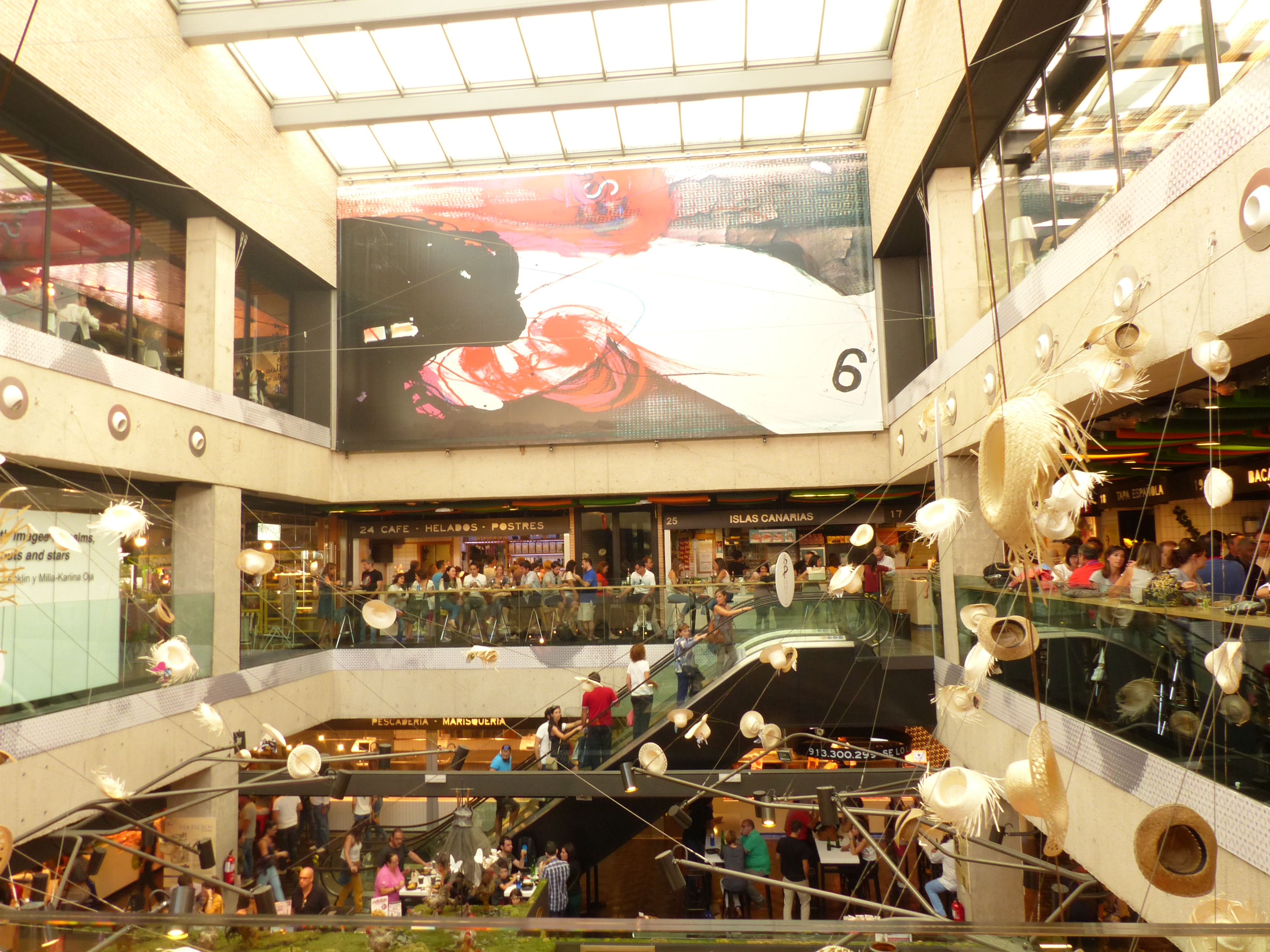
Vista del patio interior del mercado.

El Mercado de San Antón es un mercado de abastos ubicado en el barrio de Chueca en Madrid. El primer edificio se construye en el año 1945 bajo el proyecto del arquitecto Carlos de la Torre y Costa. La evolución del barrio hace que en los años noventa los cambios de costumbres en los consumidores del barrio, disminuyendo la demanda, decae el uso del mercado. En la primera década del siglo XXI se produce la renovación, para ello se derriba el viejo edificio en 2007, y se edifica uno con nuevos servicios de mercado y de restauración cinco años después.

## Historia

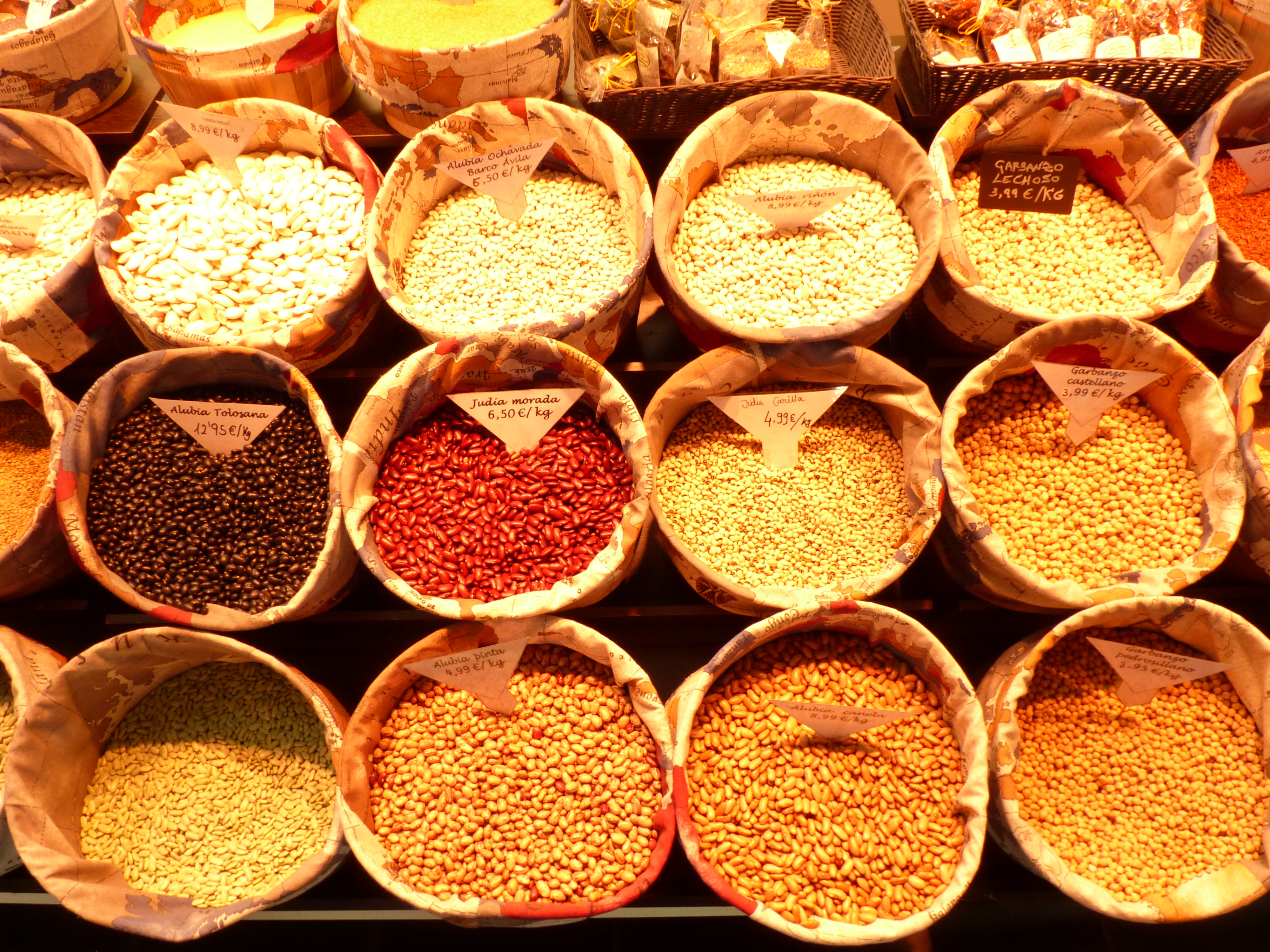
Cestas con alubias.

La zona tenía un mercado al aire libre en el siglo XIX: un mercado de cajones de madera denominado de "San Antón". Su nombre se debe por encontrarse junto a la parroquia de San Antón (anexa a las Escuelas Pías). Durante la Guerra Civil en plena defensa de Madrid el 'Mercado' estuvo en funcionamiento.  El primer edificio se construye bajo el mandato del consistorio madrileño y se inaugura en el año 1945 bajo el proyecto del arquitecto Carlos de la Torre y Costa. Al acto asiste el alcalde Alberto Alcocer en su segunda investidura. El mercado tiene una evolución de auge y declive a lo largo de diversas épocas del siglo XX, unidas a la evolución del barrio y de los hábitos de consumo.
A comienzos del siglo XXI la Asociación de Comerciantes del Mercado de San Antón decide renovar el Mercado adaptándolo a los requerimientos de demanda del nuevo barrio. Para ello derriba el viejo Mercado en 2007 e inicia la construcción del nuevo. Siguiendo el modelo mixto se diseñan espacios de puestos de venta y lugares de restauración. En mayo de 2011 se inaugura el nuevo mercado con un edificio renovado. Se ofrecen en esta renovación nuevos servicios como restaurantes, bares con terrazas y salas de exposiciones.

## Características

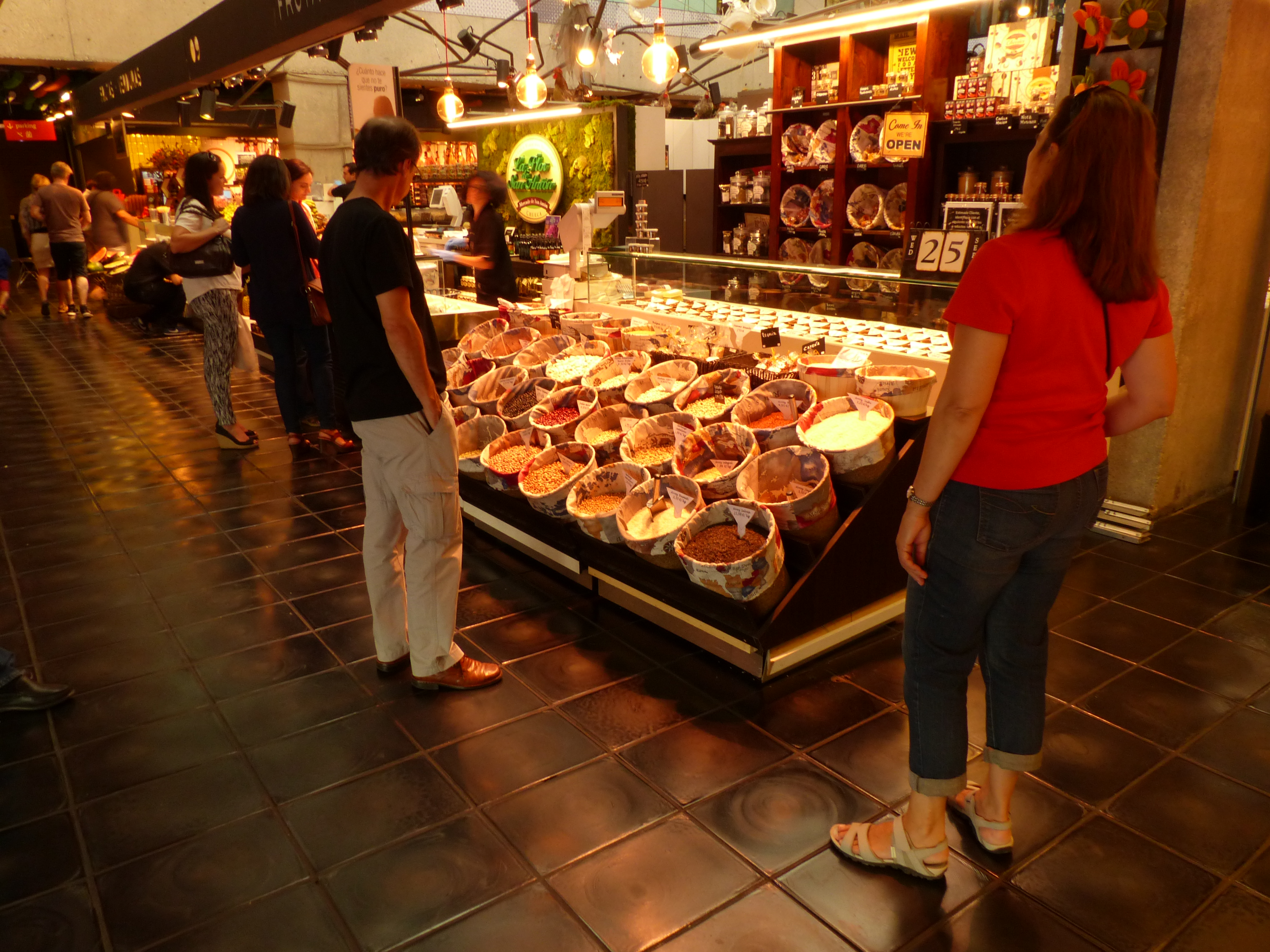
Uno de los puestos del mercado

El edificio está dividido en tres plantas principales y completa su oferta con un pequeño supermercado Supercor y dos sótanos de aparcamiento robotizado.
La primera planta está dedicada a la venta de producto perecedero y está dividida en doce puestos de mercado tradicional. La segunda permite la degustación en sus once puestos y además, actividad cultural, ya que disfruta de un gran espacio multifuncional. En la tercera planta se ubica el restaurante y la gran terraza del mercado, con vistas de altura al barrio de Chueca.
Su diseño ha corrido a cargo del estudio de arquitectura QVE arquitectos.